# Borek Wielkopolski

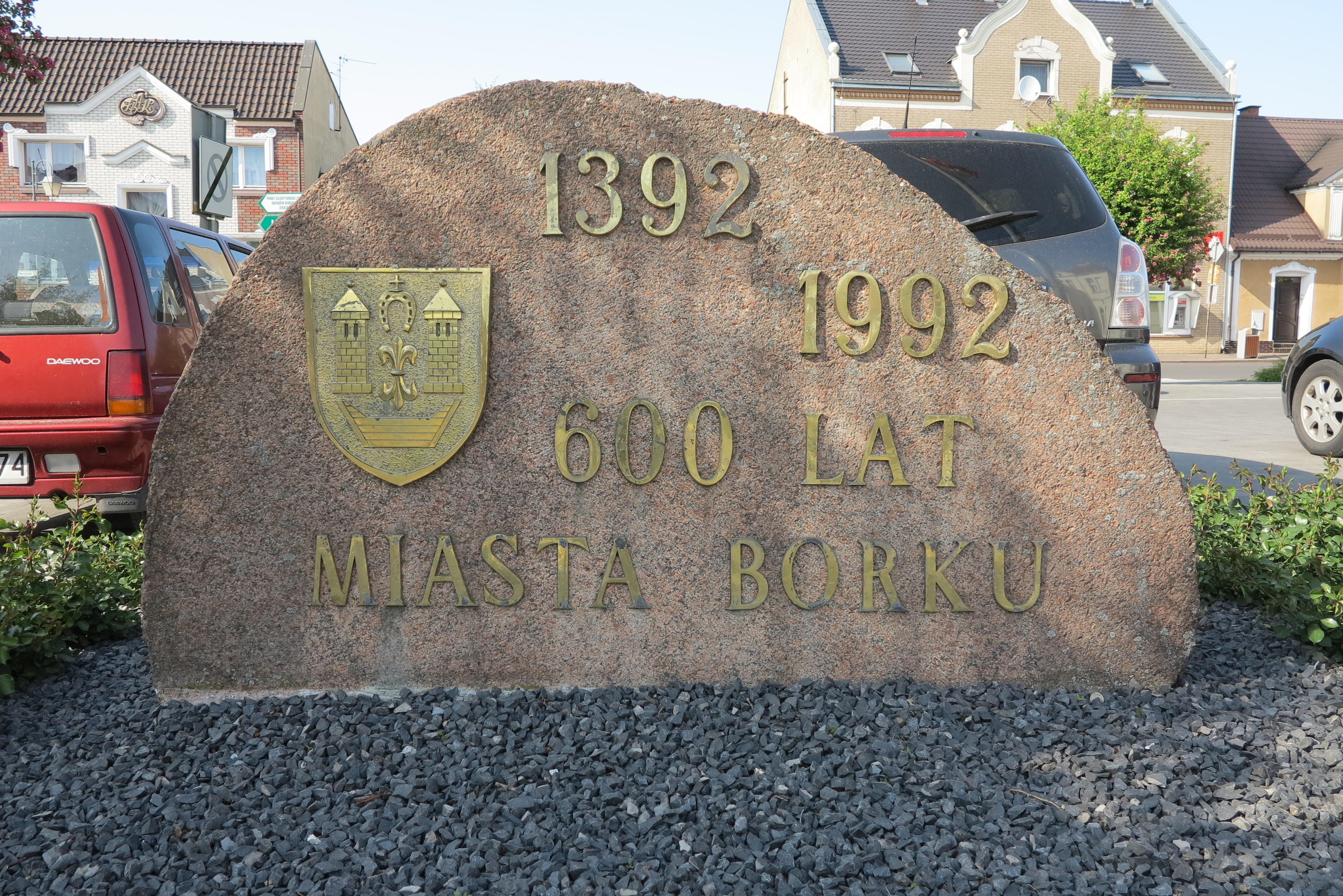
Gedenkstein 600 Jahre Stadtrecht

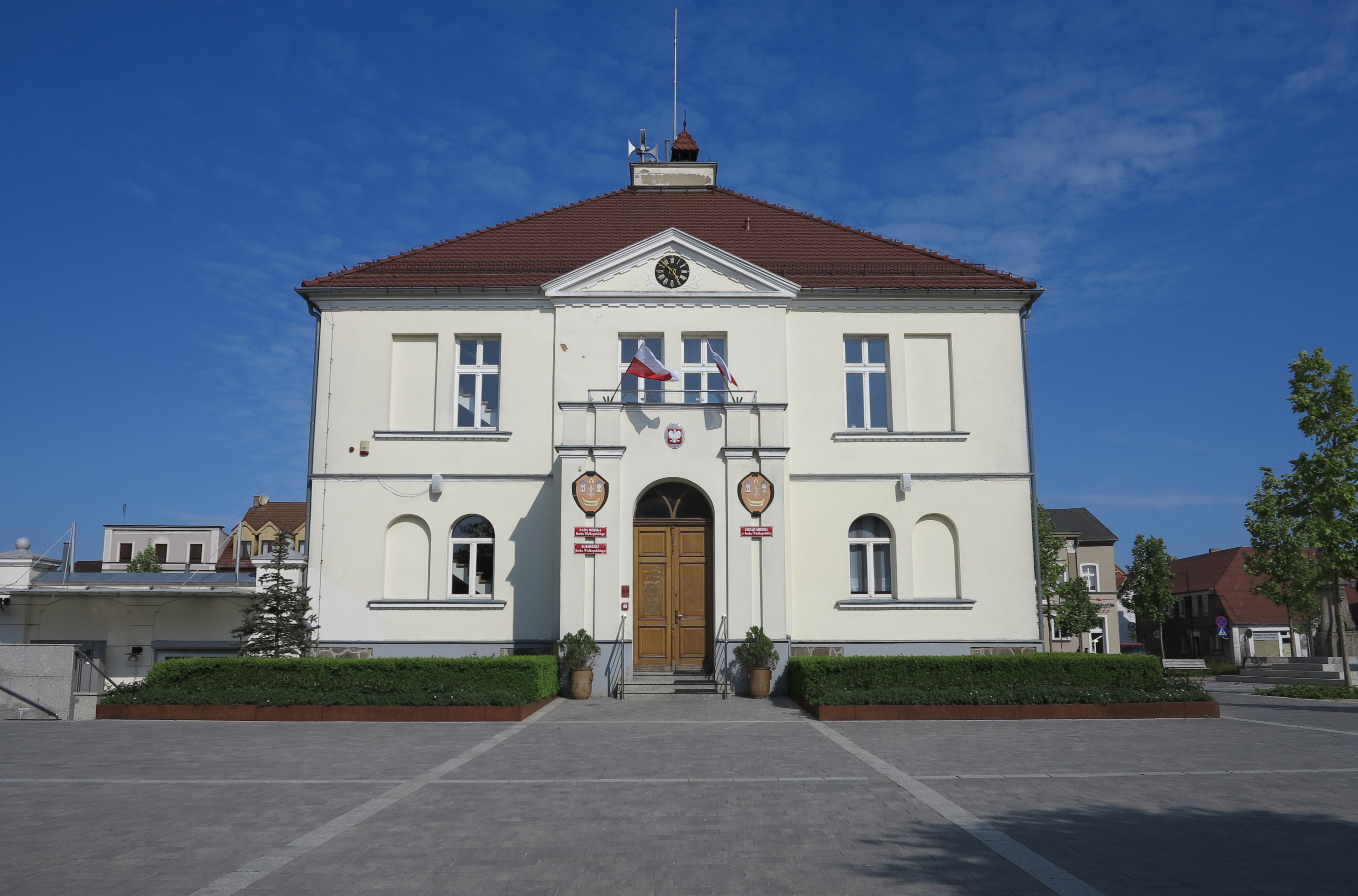
Rathaus

Borek Wielkopolski (deutsch Borek, älter auch Borck, Berck) ist eine Stadt im Powiat Gostyński der Woiwodschaft Großpolen in Polen. Sie ist Sitz der gleichnamigen Stadt-und-Land-Gemeinde mit 7441 Einwohnern (Stand 31. Dezember 2020).
Die Stadt mit etwa 2500 Einwohnern liegt im nordwestlichen Teil des Kalischer Hochlandes (Wysoczyna Kaliska) am Fluss Pogona.

## Geschichte
Die ursprünglich Zdzierz genannte Siedlung erhielt 1392 die Stadtrechte nach Magdeburger Recht und wurde 1435 in Borek umbenannt. Seit dem 15. Jahrhundert war das Städtchen ein Zentrum des Tuchmacher- und Leinenweber-Handwerks. 1653 gestattete König Johann II. Kasimir einen regelmäßigen Jahrmarkt.
Nach der Dritten Teilung Polens fiel Borek von 1793 bis 1807 vorübergehend an Preußen, war danach aber als Teil des Herzogtums Warschau wieder polnisch.
Durch die Beschlüsse des Wiener Kongresses kam Borek bis 1918 wiederum an Preußen. Mitte des 19. Jahrhunderts wirkte in der Stadt der Zaddik Elijahu Guttmacher.

## Sehenswürdigkeiten

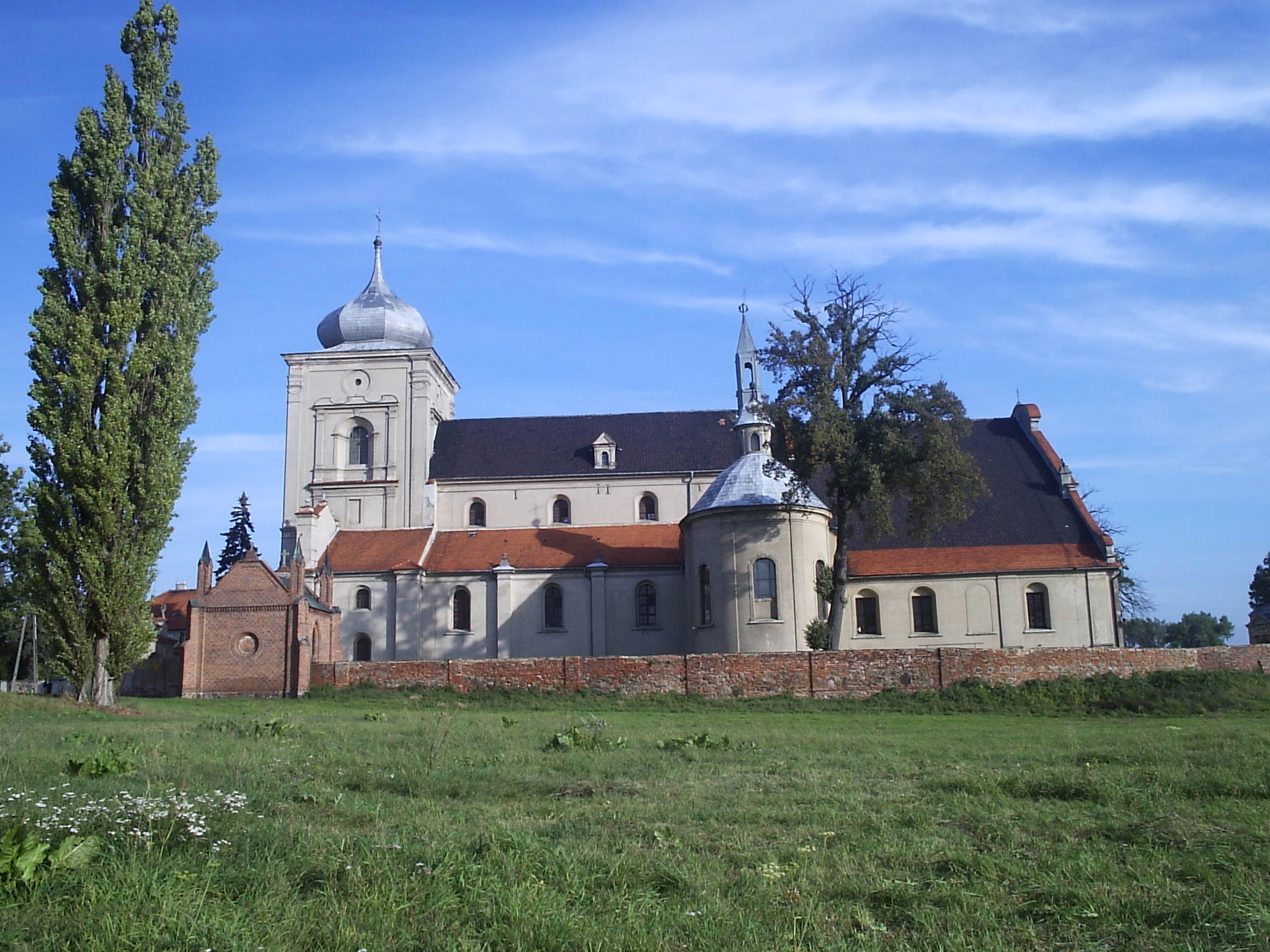
Marienkirche

- Marienkirche aus dem 17. Jahrhundert mit angeblich wundertätigem Bild der Muttergottes aus dem späten 16. Jahrhundert
- St.-Stanislaus-Kirche aus dem 15. Jahrhundert
- Rathaus von 1853
- Pfarrhaus aus dem 18. Jahrhundert.

## Gemeinde
Zur Stadt-und-Land-Gemeinde (gmina miejsko-wiejska) Borek Wielkopolski gehören die Stadt selbst und 22 Dörfer mit Schulzenämtern.

## Verkehr
Durch die Gemeinde führt die Bahnstrecke Leszno–Jarocin mit den Bahnhöfen Zalesie, Strumiany und Borek Wlkp.

## Söhne und Töchter der Stadt
- Pinkus Neustadt (1823–1902), deutscher Rabbiner.
- Antoni Chudziński (1849–1907), polnischer Gymnasiallehrer, Philologe und Historiker in Strasburg.
- Ludwig von Graeve (1857–1919), Rittergutsbesitzer, Politiker, Mitglied des Reichstages
- Gerhard Thiede (1907–1986), deutscher Kommunalpolitiker.
- Janusz Kierzkowski (1947–2011), polnischer Bahnradsportler.
- Paul Bartsch (Pfarrer) (1901–1950), kath. Geistlicher, KZ-Überlebender, Opfer eines Raubmordes.

## Weitere Persönlichkeiten
- Karl Bornstein (1863–1942, deutscher Arzt und Hygieniker, Opfer des Holocaust, hatte die erste Arztstelle in Borek.)